# Ecuador i olympiska sommarspelen 1976
Ecuador deltog i de olympiska sommarspelen 1976 med en trupp bestående av fem deltagare, samtliga män, vilka deltog i åtta tävlingar i fyra sporter. Ingen av landets deltagare erövrade någon medalj.

## Brottning
- Marco Terán

## Judo
- Enrique Del Valle
- Jhonny Mackay

## Simhopp
- Nelson Suárez